# Kościół Matki Boskiej Częstochowskiej w Łagiewnikach
Kościół Matki Boskiej Częstochowskiej – rzymskokatolicki kościół pomocniczy należący do parafii św. Józefa Oblubieńca w Łagiewnikach (dekanat Piława Górna diecezji świdnickiej).
Świątynia została wzniesiona w XV wieku. Przez 375 lat (do 1945 roku) należała do protestantów. Jest to murowana, otynkowana, bezwieżowa budowla z wybudowaną na planie prostokąta nawą wzmocnioną przyporami, nieznacznie węższym i niższym prezbiterium (także w kształcie prostokąta) i taką samą zakrystią umieszczoną na osi. Wszystkie części świątyni nakrywają dachy dwuspadowe. Wnętrze jest oświetlone przez wysokie okna zakończone łukiem ostrym i pełnym znajdujące się w rozglifionych otworach. Do wyposażenia kościoła należą: drewniana, polichromowana chrzcielnica z XVII wieku i prospekt organowy wykonany pod koniec XIX wieku. Ambona wykonana w 1849 roku oraz chrzcielnica z XVII wieku zostały przeniesione do świątyni w Ratajnie.